# Art Monk
Art Monk, pseudonimo di James Arthur Monk (White Plains, 5 dicembre 1957), è un ex giocatore di football americano statunitense che ha giocato nel ruolo di wide receiver nella National Football League (NFL). È stato inserito nella Pro Football Hall of Fame nel 2008.

## Carriera
La carriera ad alto livello di Art Monk cominciò alla Syracuse University, dove giocò nel ruolo di wide receiver e si classificò come miglior ricevitore della squadra per tre anni consecutivi (dal 1977 al 1979); Monk è tuttora classificato nei primi dieci posti in diverse classifiche del football universitario, in particolare è al 6º posto per numero di ricezioni in carriera.
Scelto al primo giro (18º assoluto) del Draft NFL 1980 dai Washington Redskins, Art Monk trascorse gran parte della sua carriera in questa squadra, disputandovi 14 stagioni e contribuendo al raggiungimento di quattro Super Bowl, tre dei quali vinti.
Le ultime sue due stagioni le disputò con i New York Jets (1994) e con i Philadelphia Eagles (1995), ma l'ultima stagione fu costellata da una serie di infortuni che gli consentirono di disputare soltanto tre partite e lo costrinsero a chiudere la carriera.

## Palmarès

### Franchigia
- Super Bowl : 3

Washington Redskins: XVII, XXI, XXVI
- National Football Conference Championship: 4

Washington Redskins: 1982, 1983, 1987, 1991

### Individuale
- Convocazioni al Pro Bowl: 3

1984, 1985, 1986
- All-Pro: 3

1984, 1985, 1986
- PFWA All-Rookie Team - 1980
- Club delle 10.000 yard ricevute in carriera
- 70 Greatest Redskins
- Formazione ideale della NFL degli anni 1980
- Pro Football Hall of Fame (classe del 2008)
- College Football Hall of Fame (classe del 2012)